# Anton-Proksch-Institut

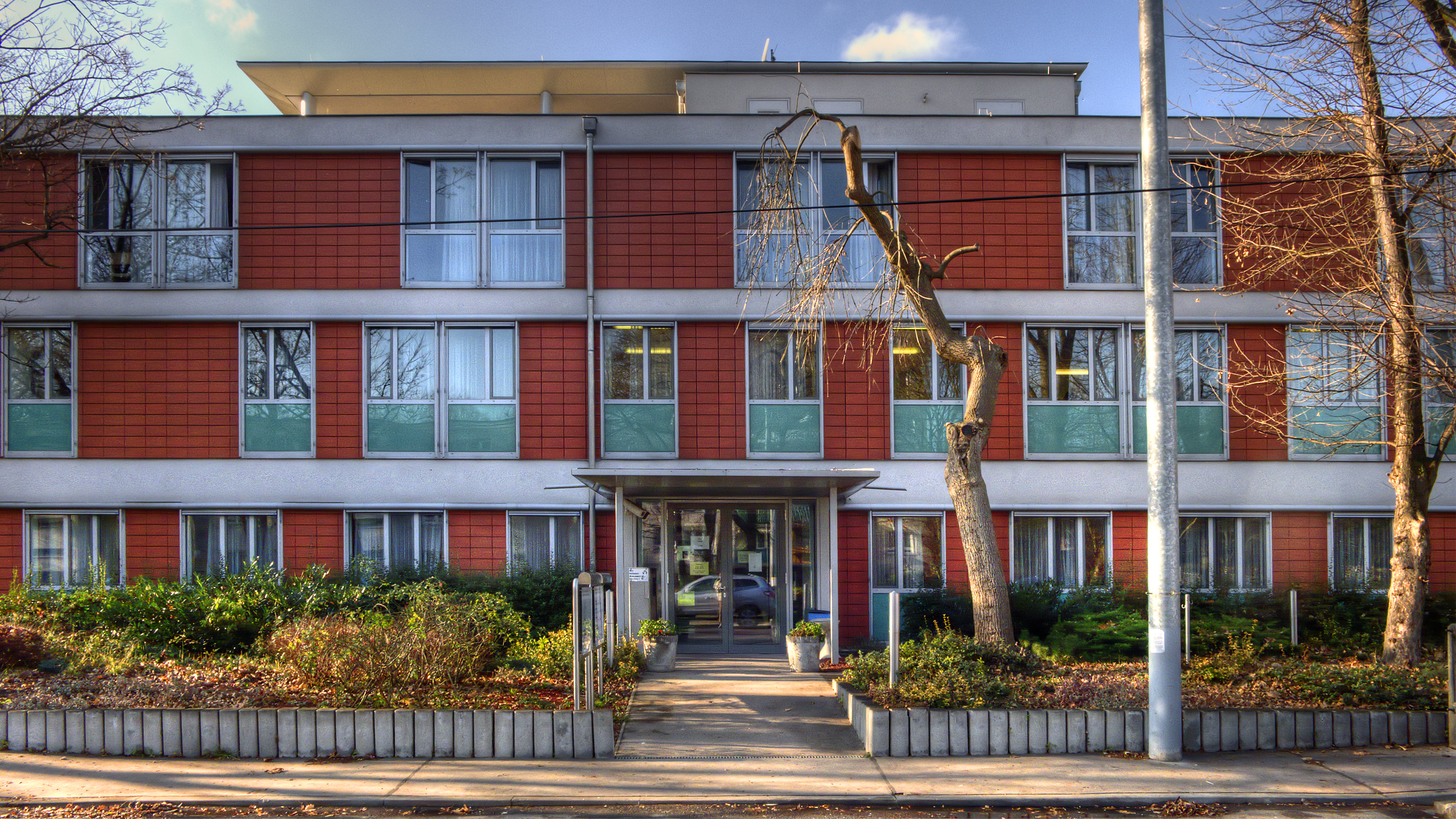
Anton-Proksch-Institut Wien

Das Anton-Proksch-Institut (Eigenschreibweise: Anton Proksch Institut) ist ein Therapiezentrum zur Behandlung von Abhängigkeiten im 23. Wiener Gemeindebezirk Liesing.

## Leistungen
Behandelt werden an der größten europäischen Suchtklinik neben Abhängigkeit von Medikamenten, Alkohol und anderen Drogen auch so genannte nicht stoffgebundene Abhängigkeiten wie Spielsucht, Computersucht (Chatsucht, Onlinespiele, Internetsucht etc.) oder Kaufsucht. Weiters bietet das Anton-Proksch-Institut ein umfassendes Fort- und Weiterbildungsprogramm für alle Bereiche zum Thema Sucht an und betreibt Grundlagen- und Begleitforschung in Kooperation mit anderen Forschungseinrichtungen.

## Geschichte
1954 wurde auf Veranlassung von Universitätsprofessor Doktor Hans Hoff (1897–1969) der „Verein Trinkerheilstätte“ gegründet, dem neben Ärzten der Wiener Universitätsklinik für Psychiatrie und Neurologie Politiker aller Lager und Vertreter der Katholischen Kirche angehörten. Noch zu Beginn des Jahres 1956 wurde der von Hans Hoff an den Hauptverband der österreichischen Sozialversicherung gestellte Antrag auf Kostenübernahme für die Entziehungsbehandlung mit der Begründung, dass Alkoholismus keine Krankheit, sondern eine Willensschwäche sei, abgelehnt. Hoff konnte jedoch in der Folge den damaligen Sozialminister Anton Proksch (1897–1975) für seine Idee gewinnen, unter dessen Schirmherrschaft am 5. Dezember 1956 die „Stiftung Genesungsheim Kalksburg“ gegründet wurde, an der unter anderem der damalige Erzbischof von Wien, Franz König (1905–2004), und der damalige Bürgermeister von Wien Franz Jonas (1899–1974) beteiligt waren. Am 17. Jänner 1961 wurde das Genesungsheim Kalksburg in der Mackgasse 7–11 mit 65 Betten und 19 Mitarbeitern (zwei Ärzte, vier Krankenschwestern) in Betrieb genommen und von Bundespräsident Adolf Schärf (1890–1965) im Mai 1961 offiziell eröffnet. 1975, nach dem Tod von Anton Proksch, wurde das Genesungsheim in „Anton-Proksch-Institut“ umbenannt.
Ab 1972 war das Anton-Proksch-Institut Standort des durch Vertrag mit der Ludwig Boltzmann Gesellschaft gegründeten Ludwig-Boltzmann-Instituts für Suchtforschung. Finanziert wurde dieses durch staatliche Zuwendungen, private Fonds und Förderungen von Forschungsprojekten. Von 1977 bis 2009 haben Alfred Springer und Rudolf Mader 95 Einzelhefte, mit einer Auflage von ca. 500 Exemplaren der Wiener Zeitschrift für Suchtforschung herausgegeben. Es wurde aus Anlass der Pensionierung seines Leiters Alfred Springer mit Ende Dezember 2009 geschlossen. Aufgrund finanzieller Schwierigkeiten erwarb Vamed am 1. April 2013 eine 60 % Beteiligung am Anton-Proksch-Institut, wobei 40 % im Eigentum des Instituts blieben. Im September 2020 beauftragte das Anton-Proksch-Institut ein vom Bundesministerium für Soziales, Gesundheit, Pflege und Konsumentenschutz kofinanziertes Forschungsprojekt zum Thema Sucht(behandlung) in der Krise.
Im Jahr 2024 wurde der Anteil der Vamed Institut, wie bei anderen Einrichtungen an PAI Partners gehen, einen französischen Investmentfonds. Nachdem der Fonds sowohl im Inland als auch im Ausland kritisch gesehen wird, wurden die Stadt Wien und der Gewerkschaftsbund, die 40-%-Eigentümer sind, von vielen Seiten aufgefordert, das sogenanntes Aufgriffsrecht auszunützen und den Verkauf zu verhindern. Da sie dieses nicht ausübten, kam der Verkauf Ende November 2024 zu Stande.

## Ausstattung
Das Institut verfügt über rund 280 Betten. Beschäftigt sind etwa 220 Mitarbeiter. Zusätzlich zum Therapiezentrum für Alkohol- und Medikamentenabhängige in Kalksburg, der Drogenentzugsstation in Kalksburg und der seit 2018 betriebenen Rehabilitationseinrichtung für chronisch suchtkranke Personen in Mödling (Husarentempelgasse 3) gibt es noch drei Ambulatorien in Wien und vier Suchtberatungen in Niederösterreich mit rund 40.000 Kontakten jährlich.
Ambulatorien und Suchtberatungen bestehen in:
- 5. Bezirk (Wiedner Hauptstraße 105, Hauptambulanz des Anton-Proksch-Instituts)
- 3. Bezirk (Radetzkystraße 31/6, „Treffpunkt“ – Drogenberatung und Vorbetreuung, Spezialambulanz für Substitution)
- 23. Bezirk (Gräfin-Zichy-Straße 6, Frauenambulanz)
- Baden (Suchtberatung Baden)
- Mödling (Suchtberatung Mödling)
- Neunkirchen (Suchtberatung Neunkirchen)
- Wiener Neustadt (Suchtberatung Wr. Neustadt)

Im Jahr 2020 wurde angekündigt, dass das Institut durch einen Neubau erweitert werden solle, um zukünftig 240 Betten sowie 50 Plätze für eine ganztägige Ambulanz bieten zu können.